# Rheinmetall-Borsig MK 108
Le MK 108 (allemand : MaschinenKanone) était un canon de calibre 30 mm fabriqué par l'Allemagne nazie. Conçu en 1940 par Rheinmetall-Borsig pour remplacer le canon MK 103 (ayant une plus faible cadence de tir), il était uniquement développé pour une cellule d'avion.
Il équipa les Focke-Wulf Fw 190, en particulier les séries "Dora", les derniers Messerschmitt Bf-109 (séries "Gustav" et "Kurfürst") ainsi que le premier avion de chasse opérationnel à moteur à réaction de l'histoire, le Messerschmitt Me 262.
La vitesse en sortie du tube (500 m/s) et par conséquent la portée utile de ce canon était relativement faible, et sa fiabilité médiocre (il s'enrayait tous les 100 coups environ), mais un coup au but suffisait à détruire un chasseur et quatre ou cinq coups abattaient un bombardier en raison de la quantité importante d'explosifs dans l'obus grâce à la technologie "Minengeschoß".
Aussi, contrairement au MK-103, le MK-108 de longueur moindre ne permettait pas de tirer de munitions perforantes et était donc réduit à un usage strictement anti-aérien.